# 斯克拉奇安克尔
斯克拉奇安克尔（英語：Scratch Ankle）是一個位於美國阿拉巴馬州門羅縣的非建制地區。該地的面積和人口皆未知。

## 地理
斯克拉奇安克尔的座標為31°39′46″N 87°26′15″W / 31.66278°N 87.43750°W，而該地的平均海拔高度為110米（即361英尺）。